# Modulacja enharmoniczna

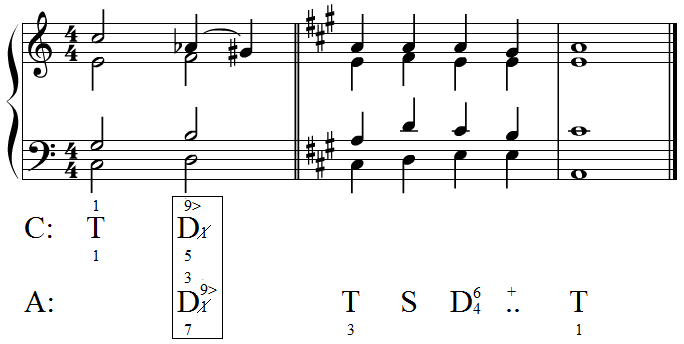
Modulacja enharmoniczna przez czterodźwięk zmniejszony z C-dur do A-dur.

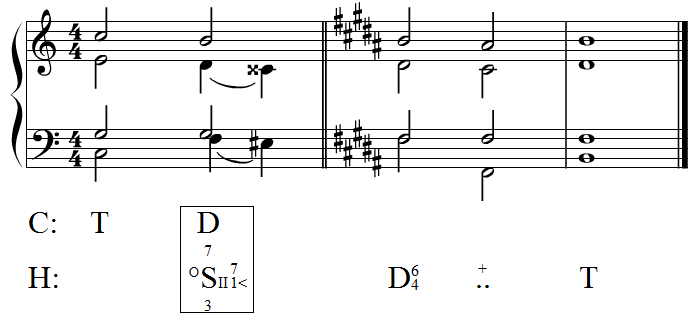
Modulacja enharmoniczna przez czterodźwięk naturalny z C-dur do H-dur.

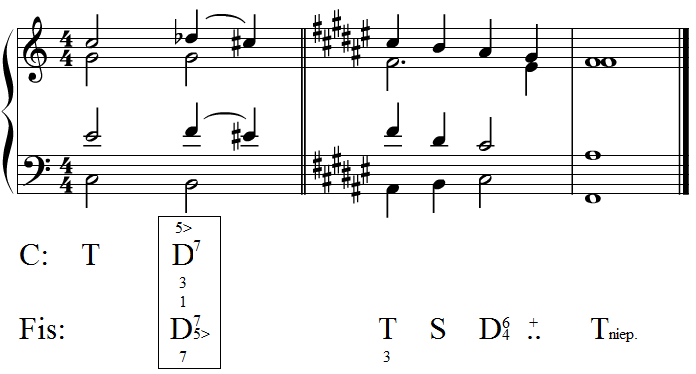
Modulacja enharmoniczna przez czterodźwięk naturalny z obniżoną kwintą z C-dur do Fis-dur.

Modulacja enharmoniczna polega na zmianie tonacji poprzez użycie w tonacji wyjściowej i docelowej akordu identycznego co do brzmienia, natomiast różniącego się pomiędzy tonacją wyjściową a docelową zapisem co najmniej jednego dźwięku, który został enharmonicznie zmieniony. Rozróżnia się kilka rodzajów modulacji enharmonicznej, zależnych od akordu używanego jako środek modulacyjny:
- modulacja przez czterodźwięk zmniejszony – jako środka modulacyjnego używa się czterodźwięku zmniejszonego (małotercjowego), który może wystąpić w funkcji dominanty nonowej bez prymy z małą noną, subdominanty II stopnia septymowej z podwyższoną prymą i wielką tercją (tylko w majorze), subdominanty septymowej z podwyższoną prymą (tylko w minorze) lub toniki septymowej z podwyższoną prymą i małą septymą (tylko w majorze i nie w tonacji docelowej);
- modulacja przez czterodźwięk naturalny – jako środka modulacyjnego używa się czterodźwięku majorowego z małą septymą lub jego enharmonicznego odpowiednika; akord ten może wystąpić w funkcji dominanty septymowej, dominanty nonowej bez prymy z małą noną i obniżoną kwintą, subdominanty II stopnia septymowej z podwyższoną prymą (tylko w majorze) lub mollsubdominanty septymowej z podwyższoną prymą (tylko w minorze);
- modulacja przez czterodźwięk naturalny z obniżoną kwintą – jako środka modulacyjnego używa się czterodźwięku majorowego z małą septymą i zmniejszoną (obniżoną) kwintą: akord ten może wystąpić w roli dominanty septymowej z obniżoną kwintą, mollsubdominanty II stopnia septymowej z wielką tercją (tylko w majorze) lub subdominanty septymowej z obniżoną kwintą (tylko w minorze);
- modulacja przez trójdźwięk zwiększony – jako środka modulacyjnego używa się trójdźwięku wielkotercjowego, który może wystąpić w funkcji subdominanty z podwyższoną kwintą, toniki z podwyższoną kwintą (tylko w majorze i nie w tonacji docelowej), dominanty z podwyższoną kwintą (tylko w majorze), toniki VI stopnia obniżonego (tylko w majorze i nie w tonacji docelowej), dominanty III stopnia (tylko w minorze)